# Linsenhofen
Linsenhofen ist ein Ortsteil der Gemeinde Frickenhausen im Landkreis Esslingen in Baden-Württemberg.

## Geographie
Linsenhofen liegt im Steinachtal (auch Neuffener Tal genannt), eineinhalb Kilometer südlich von Frickenhausen.
Nachbarorte von Linsenhofen sind im Norden Frickenhausen, im Südwesten Neuffen und im Süden und Osten Beuren.

## Geschichte

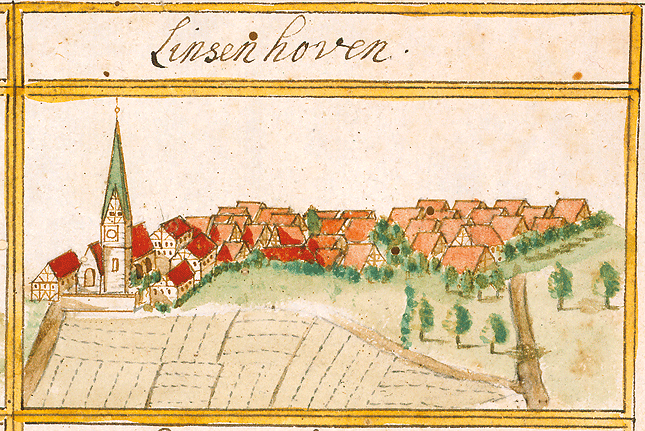
Linsenhofen 1683/1685 im Kieserschen Forstlagerbuch

Die Siedlungsforschung geht davon aus, dass die Dörfer mit den Endungen -hausen und -hofen als Ausbauorte in den Jahren zwischen 650 und 750 gegründet wurden. Auch das Steinachtal dürfte in dieser Zeit urbar gemacht worden sein. Urkundlich erwähnt wurde Linsenhofen nachweislich in den Zwiefalter Chroniken der Mönche Ortlieb und Berthold im Jahr 1137. In dem Dokument ist unter anderem die Schenkung von „zwei Huben Land in Lisinhofen an das Kloster Zwiefalten“ vermerkt. Linsenhofen gelangte 1301 zusammen mit Neuffen durch Kauf an Württemberg.

### Frühe Neuzeit: Krieg, Pest und ihre Folgen
Im Dreißigjährigen Krieg blieb das Steinachtal bis 1630 weitgehend unbehelligt. Allerdings mussten hohe Zahlungen zur Finanzierung des Krieges geleistet werden. Die Ämter Nürtingen und Neuffen hatten 1630 die für damalige Verhältnisse ungeheuerliche Summe von 35.672 Gulden aufzubringen. 1631/32 trugen Linsenhofen 259 Gulden und Frickenhausen 156 Gulden zu weiteren Umlagen bei. Die Wirtschaftskraft von Linsenhofen war damals also deutlich höher als die von Frickenhausen. Erst nach der Schlacht bei Nördlingen 1634 kam der Krieg auch ins Steinachtal. Die berüchtigten Dragoner des Walter Butler und Kroaten plünderten die Dörfer. Die Kriegslasten stiegen ins Unermessliche. 1644 wurden Linsenhofen 854 Gulden, 1646/47 sogar 1.612 Gulden auferlegt. Allerdings konnten nur zwei Drittel dieser Summe bezahlt werden. Die Pest wütete, die Bevölkerung Linsenhofens wurde halbiert. 1643 zähle man noch 215 Einwohner. Als der Dreißigjährige Krieg 1648 zu Ende ging, konnte sich die Bevölkerung nicht lange erholen. Bereits 1688 rückten die Franzosen unter General Melac von Esslingen vor den Hohenneuffen, bei ihrem Rückzug wurde auch Linsenhofen geplündert.
Auch ohne großen Krieg blieb das Leben im 18. Jahrhundert ärmlich. Die kostspielige Hofhaltung Herzog Eberhard Ludwigs und seiner Nachfolger trug ihren Teil dazu bei.

### Vom 19. Jahrhundert zur Gegenwart
Linsenhofen kam 1806 bei der Umsetzung der neuen Verwaltungsgliederung im Königreich Württemberg zum Oberamt Nürtingen. Die Verwaltungsreform während der NS-Zeit in Württemberg führte 1938 zur Zugehörigkeit zum neu umfassten Landkreis Nürtingen. Da Linsenhofen nach dem Zweiten Weltkrieg Teil der Amerikanischen Besatzungszone geworden war, gehörte der Ort somit seit 1945 zum neu gegründeten Land Württemberg-Baden, das 1952 im jetzigen Bundesland Baden-Württemberg aufging. 1973 erfolgte die Kreisreform in Baden-Württemberg, bei der Linsenhofen zum Landkreis Esslingen kam.
Am 1. Januar 1975 wurde Linsenhofen nach Frickenhausen eingemeindet. In Linsenhofen gibt es ein Rathaus, eine Grundschule, einen Kindergarten und eine Mehrzweckhalle (Turn- und Festhalle).

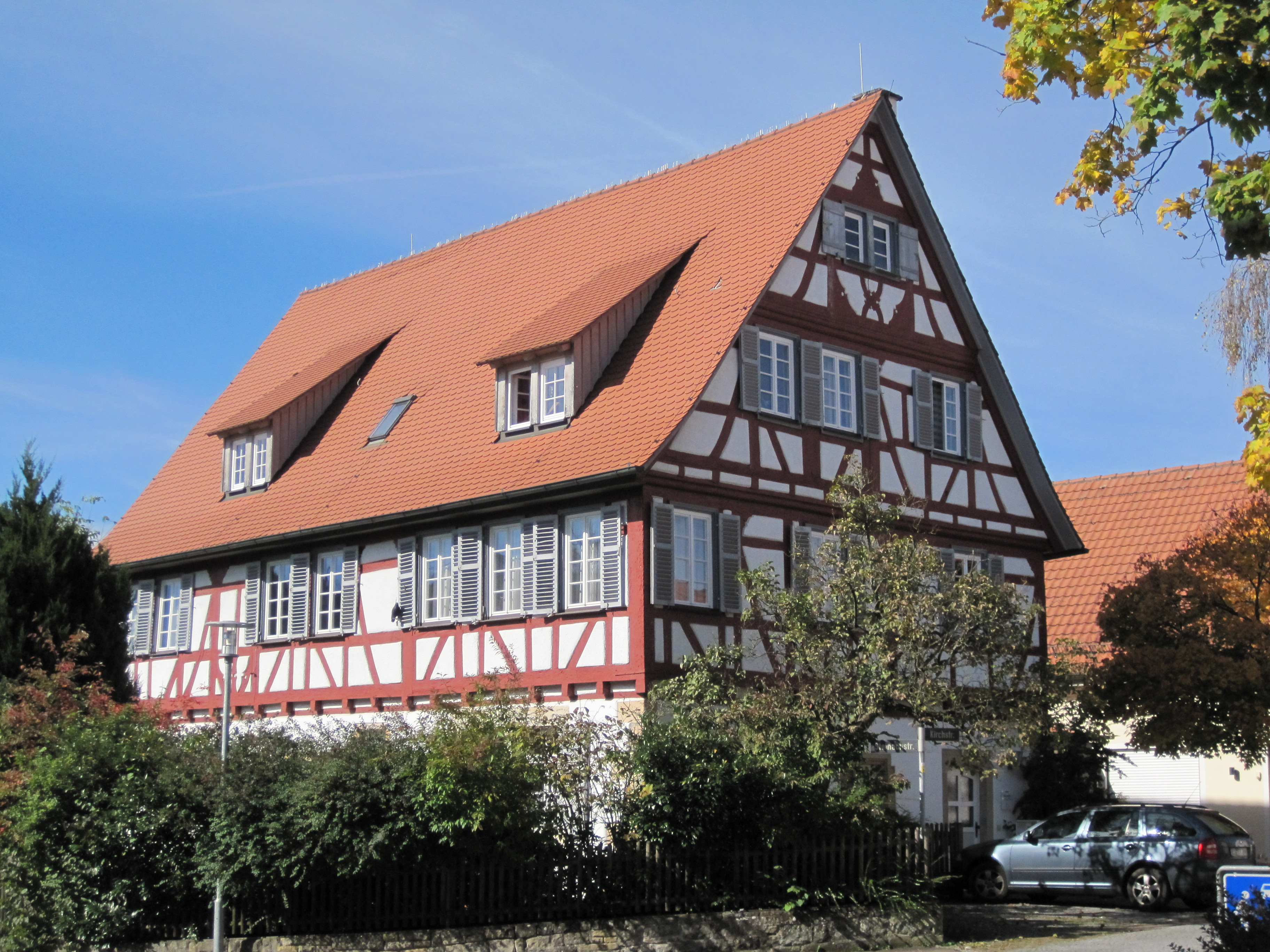
Pfarramt
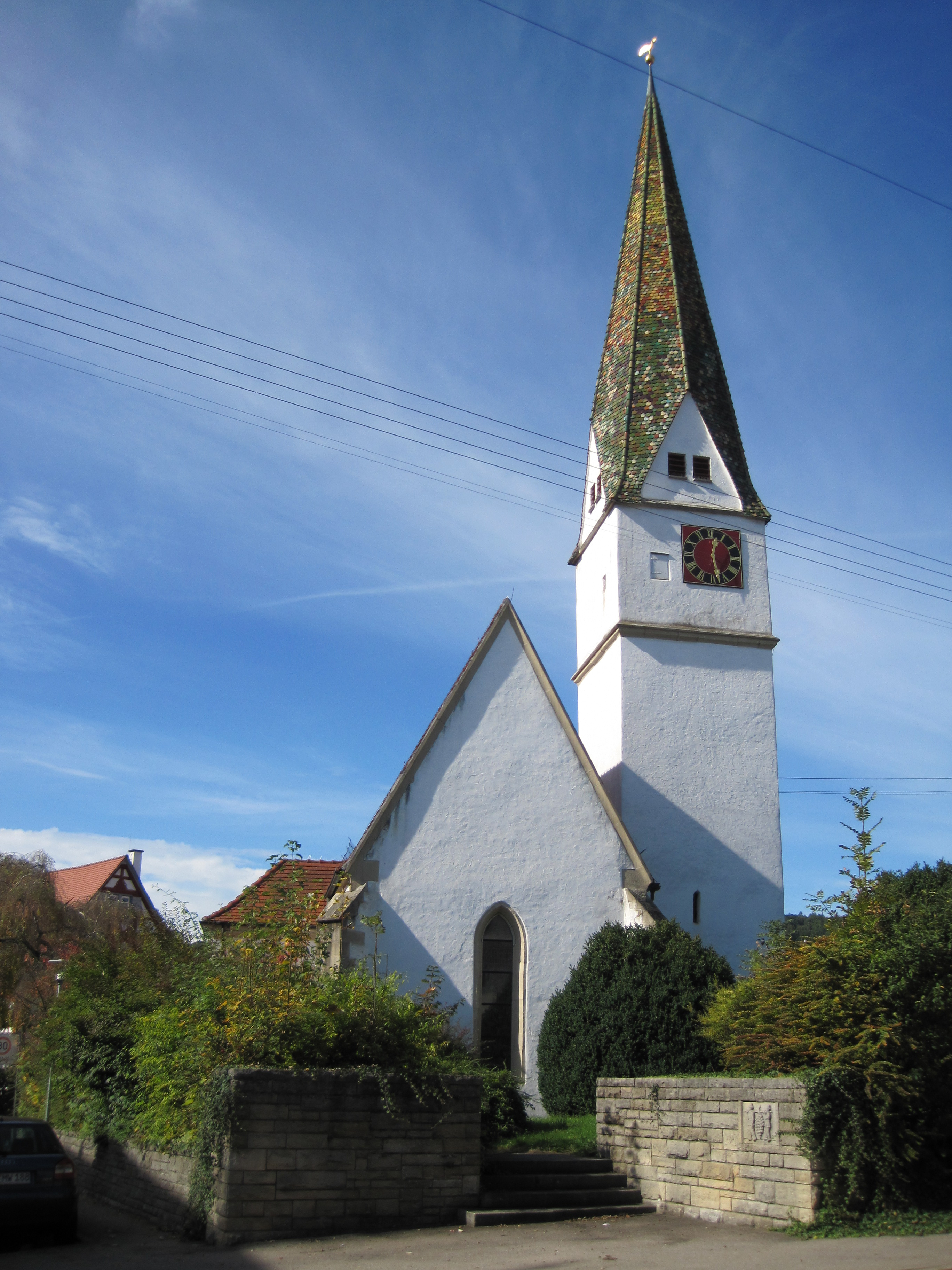
Evangelische Kirche St. Georg
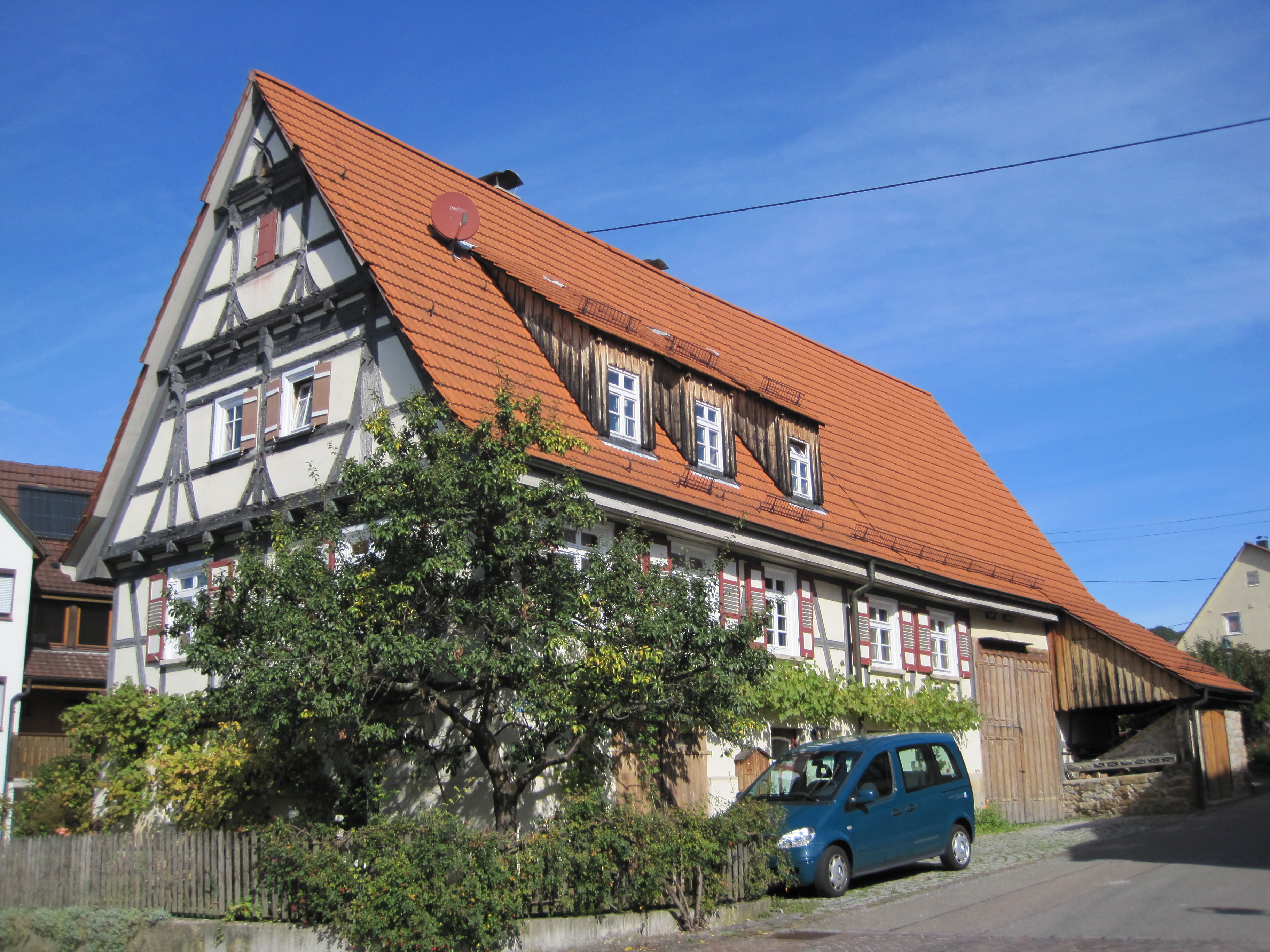
Altes Fachwerkhaus

## Wappen
Blasonierung: In Silber zwei schreitende rotgekleidete Männer, die an einer geschulterten roten Stange eine grüne Traube tragen.
Das Ortswappen lässt sich seit 1778 nachweisen. Das auch in anderen Weinbaugemeinden verwendete Motiv bezieht sich auf das Alte Testament der Bibel. Danach brachten die ins gelobte Land ausgesandten Botschafter Josua und Kaleb eine übergroße Traube Weinbeeren aus dem Land Kanaan mit. In Linsenhofen heißt es noch heute zum Wappen: „Josua und Kaleb tragen einen Trauben weg“ (vgl. 4. Mose/Num 13,23 ). Offiziell bestätigt wurde das Wappen vom Innenministerium Baden-Württemberg allerdings erst kurz vor der Eingemeindung, nämlich am 11. Dezember 1973.

## Politik
Der Ortschaftsrat besteht aus 12 Personen, hauptamtliche Ortsvorsteherin ist Regine Theimer.
| Zeitraum       | Name                            |
| Bürgermeister  | Bürgermeister                   |
| -------------- | ------------------------------- |
| 1934–1939      | Rudi Sauer                      |
| 1939–1940      | ?                               |
| 1940–1945      | Otto Maisch                     |
| 1945–1948      | Gottlieb Lepple (kommissarisch) |
| 1948–1975      | Otto Maisch                     |
| Ortsvorsteher: |                                 |
| 1975–1976      | Otto Maisch                     |
| 1976–2015      | Helmut Weiß                     |
| seit 2015      | Regine Theimer                  |

## Einwohnerentwicklung
Die Einwohnerentwicklung bis zur Eingemeindung nach Frickenhausen zeigt, dass die Zahl der Einwohner seit 1834 gemäß den Ergebnissen der Volkszählung in Deutschland bis zum Jahre 1900 gesunken und dann ab 1939 kontinuierlich bis 1970 wieder gestiegen ist.
| Stichtag           | Einwohner |
| ------------------ | --------- |
| 3. Dezember 1834   | 1105      |
| 1. Dezember 1871   | 934       |
| 1. Dezember 1900   | 917       |
| 17. Mai 1939       | 1064      |
| 13. September 1950 | 1425      |
| 6. Juni 1961       | 1508      |
| 27. Mai 1970       | 1815      |

## Besonderheiten
Aus der Umgebung von Linsenhofen stammt eine Mostapfelsorte, der Linsenhofer Sämling (auch Linsenhofer, Schöner aus Beuren, Linsenhofer Renette).

## Persönlichkeiten
- Viktor August Jäger (* 26. November 1794 in Linsenhofen; † 29. August 1864 in Köngen), Pfarrer und Vorsteher der Blinden- und Taubstummenanstalt Gmünd, seinerzeit führender Autor blindenpädagogischer Schriften und Pionier der Blinden- und Taubstummenarbeit[2].
- Steffen Seischab (* 1969), Historiker und Autor, lebt in Linsenhofen.